# Паранаиба (микрорегион)

Паранаиба на карте.

Паранаиба (порт. Microrregião de Paranaíba) — микрорегион в Бразилии, входит в штат Мату-Гросу-ду-Сул. Составная часть мезорегиона Восток штата Мату-Гроссу-ду-Сул. 
Население составляет 	76 468	 человек (на 2010 год). Площадь — 	17 187,156	 км². Плотность населения — 	4,45	 чел./км².

## Демография
Согласно сведениям, собранным в ходе переписи 2010 г. Национальным институтом географии и статистики (IBGE), население микрорегиона составляет:						
| Полное население                             | Полное население                             | Полное население                             | Полное население                             | 76 468 |
| -------------------------------------------- | -------------------------------------------- | -------------------------------------------- | -------------------------------------------- | ------ |
| в том числе:                                 | Городское население                          | 65 493                                       | Процент городского населения, %              | 85,65  |
|                                              | Сельское население                           | 10 975                                       | Процент сельского населения, %               | 14,35  |
|                                              | Мужское население                            | 38 288                                       | Процент мужского населения, %                | 50,07  |
|                                              | Женское население                            | 38 180                                       | Процент женского населения, %                | 49,93  |
| Плотность населения, чел/км²                 | Плотность населения, чел/км²                 | Плотность населения, чел/км²                 | Плотность населения, чел/км²                 | 4,45   |
| Население микрорегиона в % к населению штата | Население микрорегиона в % к населению штата | Население микрорегиона в % к населению штата | Население микрорегиона в % к населению штата | 3,12   |

## Статистика
- Валовой внутренний продукт на 2003 год составляет 698 759 333,00 реалов (данные: Бразильский институт географии и статистики).
- Валовой внутренний продукт на душу населения на 2003 год составляет 9547,78 реалов (данные: Бразильский институт географии и статистики).
- Индекс развития человеческого потенциала на 2000 год составляет 0,767 (данные: Программа развития ООН).

## Состав микрорегиона
В составе микрорегиона включены следующие муниципалитеты:
1. Апаресида-ду-Табоаду
2. Иносенсия
3. Паранаиба
4. Селвирия